# Балистофобија
Балистрофобија (енгл. ballistrophobia) је патолошки страх од пројектила свих врста (меци, гранате и сл.). Особа се не може ослободити неоснованог страха да ће изненада однекуд долетети пројектили.